# 2012年ドイツグランプリ
2012年ドイツグランプリは、2012年のF1世界選手権第10戦として、2012年7月22日にホッケンハイムリンクで開催された。正式名称はFormula 1 Grosser Preis Santander von Deutschland 2012。ドイツグランプリはニュルブルクリンクとホッケンハイムリンクの交互開催であるため、ホッケンハイムリンクでのレースは2010年以来。ピレリタイヤになってから初めてのグランプリであり、DRSが使用されるのも初めてとなる。

## 予選
例年は暑くなることが多いホッケンハイムだが、今年は雨に見舞われており、予選も雨に降られる中での戦いとなった。3つのセッションに分かれた予選のうち、Q1終盤に雨が降り始めると、その後も雨が強くなっていった。Q2では今季全戦でトップ10進出を続けていたロマン・グロージャンが脱落した。
Q3は雨がやみ、コースの所々に川が流れる状況ながらも、終盤にかけて大きくタイムが更新されていった。各車が1セットのレインタイヤを履き続けて走行する中で、フェルナンド・アロンソはセッション途中に2セット目のレインタイヤに交換する戦略を的中させ、トップタイムを記録した。アロンソは前戦イギリスグランプリに続き、刻々とコンディションが変化する難しい予選を制した。
アロンソに次ぐポイントランキング2位のマーク・ウェバーは3番手タイムを記録したが、ギアボックス交換のペナルティーにより5グリッド降格。これにより2〜4番グリッドに地元ドイツ出身のセバスチャン・ベッテル、ミハエル・シューマッハ、ニコ・ヒュルケンベルグが並ぶことになった。ドライのフリー走行で好調だったマクラーレン勢は、ウェット路面ではタイヤの発熱不足に苦しんだ。

### 結果
| 順位                                  | No. | ドライバー                 | チーム                         | Q1       | Q2       | Q3       | グリッド |
| ------------------------------------- | --- | -------------------------- | ------------------------------ | -------- | -------- | -------- | -------- |
| 1                                     | 5   | フェルナンド・アロンソ     | フェラーリ                     | 1:16.073 | 1:38.521 | 1:40.621 | 1        |
| 2                                     | 1   | セバスチャン・ベッテル     | レッドブル-ルノー              | 1:16.393 | 1:38.309 | 1:41.026 | 2        |
| 3                                     | 7   | ミハエル・シューマッハ     | メルセデス                     | 1:16.686 | 1:38.010 | 1:42.459 | 3        |
| 4                                     | 12  | ニコ・ヒュルケンベルグ     | フォースインディア・メルセデス | 1:16.271 | 1:39.467 | 1:43.501 | 4        |
| 5                                     | 18  | パストール・マルドナド     | ウィリアムズ・ルノー           | 1:16.181 | 1:38.731 | 1:43.950 | 5        |
| 6                                     | 3   | ジェンソン・バトン         | マクラーレン・メルセデス       | 1:16.507 | 1:38.659 | 1:44.113 | 6        |
| 7                                     | 4   | ルイス・ハミルトン         | マクラーレン・メルセデス       | 1:16.221 | 1:37.365 | 1:44.186 | 7        |
| 8                                     | 2   | マーク・ウェバー           | レッドブル-ルノー              | 1:16.500 | 1:39.382 | 1:41.496 | 81       |
| 9                                     | 11  | ポール・ディ・レスタ       | フォースインディア・メルセデス | 1:16.352 | 1:39.703 | 1:44.889 | 9        |
| 10                                    | 9   | キミ・ライコネン           | ロータス-ルノー                | 1:15.693 | 1:39.729 | 1:45.811 | 10       |
| 11                                    | 16  | ダニエル・リチャルド       | トロ・ロッソ・フェラーリ       | 1:16.516 | 1:39.789 |          | 11       |
| 12                                    | 14  | 小林可夢偉                 | ザウバー-フェラーリ            | 1:16.481 | 1:39.985 |          | 12       |
| 13                                    | 6   | フェリペ・マッサ           | フェラーリ                     | 1:16.265 | 1:40.212 |          | 13       |
| 14                                    | 19  | ブルーノ・セナ             | ウィリアムズ・ルノー           | 1:16.426 | 1:40.752 |          | 14       |
| 15                                    | 17  | ジャン＝エリック・ベルニュ | トロ・ロッソ・フェラーリ       | 1:16.741 |          |          | 15       |
| 16                                    | 20  | ヘイキ・コバライネン       | ケータハム・ルノー             | 1:17.620 |          |          | 16       |
| 17                                    | 15  | セルジオ・ペレス           | ザウバー-フェラーリ            | 1:15.726 | 1:39.933 |          | 172      |
| 18                                    | 21  | ヴィタリー・ペトロフ       | ケータハム・ルノー             | 1:18.531 |          |          | 18       |
| 19                                    | 10  | ロマン・グロージャン       | ロータス-ルノー                | 1:16.685 | 1:40.574 |          | 191      |
| 20                                    | 25  | シャルル・ピック           | マルシャ・コスワース           | 1:19.220 |          |          | 20       |
| 21                                    | 8   | ニコ・ロズベルグ           | メルセデス                     | 1:15.988 | 1:41.551 |          | 211      |
| 22                                    | 24  | ティモ・グロック           | マルシャ・コスワース           | 1:19.291 |          |          | 22       |
| 23                                    | 22  | ペドロ・デ・ラ・ロサ       | HRT・コスワース                | 1:19.912 |          |          | 23       |
| 24                                    | 23  | ナレイン・カーティケヤン   | HRT・コスワース                | 1:20.230 |          |          | 24       |
| 予選通過タイム: 1:20.991 (107%ルール) |     |                            |                                |          |          |          |          |

追記
^1 - ウェバー、グロージャン、ロズベルグは、ギアボックス交換により5グリッド降格。
^2 - ペレスは、Q2でのライコネンとアロンソに対する進路妨害で5グリッド降格のペナルティ。

## 決勝

### 展開
気温21度、路面温度29度とドイツグランプリとしてはやや低めの気温となった決勝レースは、ドライコンディションでスタートが切られた。
ポールポジションのアロンソが好スタートを切る一方、13番手スタートのマッサはフロントウイングを脱落。グロージャンやセナもコースオフの影響からオープニングラップで緊急ピットインを迫られた。3周目にはハミルトンも左リアタイヤのパンクでピットへ。ハミルトンは22番手まで順位を下げた。
上位勢が1回目のピットストップを終えての順位は、アロンソ、ベッテル、バトン、ライコネン、シューマッハ、ヒュルケンベルグ、ペレス、ウェバー、マルドナド、小林。ベッテルはDRSを使って首位浮上のチャンスをうかがうが、アロンソも要所を押さえた走りでトップを譲らない。
ここで、パンクにより周回遅れとなっていたもののペースの良いハミルトンが、ラップ回復のためベッテルをオーバーテイク。ルール的には問題のない行動ではあるが、ベッテルは手を挙げて怒りを露わにした。これによってタイムロスしたベッテルは、最後のピットストップでバトンに逆転された。
レース終盤、アロンソとバトンが1秒以内の優勝争いをしている中、後方からベッテルが追い上げてきた。ベッテルとバトンが激しくやりあう中でアロンソはリードを広げ、今季3回目のトップチェッカーを受けた。
タイヤが苦しくなったバトンに対し、ベッテルは残り2周の6コーナーでオーバーテイクを仕掛けた。しかしアウト側からかわしたベッテルはコーナー立ち上がりで縁石の外側を走っており、これがコース外からのオーバーテイクと判断され、レース後に20秒加算ペナルティを受けた。
アロンソ、ベッテル、バトンが表彰台に立ったものの、このペナルティによりベッテルは5番手に後退。最終的にアロンソ、バトン、ライコネンのトップ3となり、小林は自己最高位の4位を獲得した。

### 結果
| 順位  | No. | ドライバー                 | チーム                         | 周回数 | タイム / リタイア | グリッド | ポイント |
| ----- | --- | -------------------------- | ------------------------------ | ------ | ----------------- | -------- | -------- |
| 1     | 5   | フェルナンド・アロンソ     | フェラーリ                     | 67     | 1:31:05.862       | 1        | 25       |
| 2     | 3   | ジェンソン・バトン         | マクラーレン・メルセデス       | 67     | +8.731            | 6        | 18       |
| 3     | 9   | キミ・ライコネン           | ロータス-ルノー                | 67     | +16.409           | 10       | 15       |
| 4     | 14  | 小林可夢偉                 | ザウバー-フェラーリ            | 67     | +21.925           | 12       | 12       |
| 5     | 1   | セバスチャン・ベッテル     | レッドブル-ルノー              | 67     | +23.7321          | 2        | 10       |
| 6     | 15  | セルジオ・ペレス           | ザウバー-フェラーリ            | 67     | +27.896           | 17       | 8        |
| 7     | 7   | ミハエル・シューマッハ     | メルセデス                     | 67     | +28.970           | 3        | 6        |
| 8     | 2   | マーク・ウェバー           | レッドブル-ルノー              | 67     | +46.941           | 8        | 4        |
| 9     | 12  | ニコ・ヒュルケンベルグ     | フォースインディア・メルセデス | 67     | +48.162           | 4        | 2        |
| 10    | 8   | ニコ・ロズベルグ           | メルセデス                     | 67     | +48.889           | 21       | 1        |
| 11    | 11  | ポール・ディ・レスタ       | フォースインディア・メルセデス | 67     | +59.227           | 9        |          |
| 12    | 6   | フェリペ・マッサ           | フェラーリ                     | 67     | +1:11.428         | 13       |          |
| 13    | 16  | ダニエル・リチャルド       | トロ・ロッソ・フェラーリ       | 67     | +1:16.829         | 11       |          |
| 14    | 17  | ジャン＝エリック・ベルニュ | トロ・ロッソ・フェラーリ       | 67     | +1:16.965         | 15       |          |
| 15    | 18  | パストール・マルドナド     | ウィリアムズ・ルノー           | 66     | +1 Lap            | 5        |          |
| 16    | 21  | ヴィタリー・ペトロフ       | ケータハム・ルノー             | 66     | +1 Lap            | 18       |          |
| 17    | 19  | ブルーノ・セナ             | ウィリアムズ・ルノー           | 66     | +1 Lap            | 14       |          |
| 18    | 10  | ロマン・グロージャン       | ロータス-ルノー                | 66     | +1 Lap            | 19       |          |
| 19    | 20  | ヘイキ・コバライネン       | ケータハム・ルノー             | 65     | +2 Laps           | 16       |          |
| 20    | 25  | シャルル・ピック           | マルシャ・コスワース           | 65     | +2 Laps           | 20       |          |
| 21    | 22  | ペドロ・デ・ラ・ロサ       | HRT・コスワース                | 64     | +3 Laps           | 23       |          |
| 22    | 24  | ティモ・グロック           | マルシャ・コスワース           | 64     | +3 Laps           | 22       |          |
| 23    | 23  | ナレイン・カーティケヤン   | HRT・コスワース                | 64     | +3 Laps           | 24       |          |
| Ret   | 4   | ルイス・ハミルトン         | マクラーレン・メルセデス       | 56     | サスペンション    | 7        |          |
| 注釈: |     |                            |                                |        |                   |          |          |

^1 - ベッテルはバトンへのコース外からのオーバーテイクにより20秒加算ペナルティ。

## 第10戦終了時点でのランキング
| 順位 | ドライバー             | ポイント |
| ---- | ---------------------- | -------- |
| 1    | フェルナンド・アロンソ | 154      |
| 2    | マーク・ウェバー       | 120      |
| 3    | セバスチャン・ベッテル | 110      |
| 4    | キミ・ライコネン       | 98       |
| 5    | ルイス・ハミルトン     | 92       |

| 順位 | コンストラクター         | ポイント |
| ---- | ------------------------ | -------- |
| 1    | レッドブル・ルノー       | 230      |
| 2    | フェラーリ               | 177      |
| 3    | マクラーレン・メルセデス | 160      |
| 4    | ロータス・ルノー         | 159      |
| 5    | メルセデス               | 105      |

- 注：ドライバー、コンストラクター共にトップ5のみ表示。